# Pollution du fleuve Niger
La pollution du fleuve Niger s'explique par des facteurs agricoles, industriels et domestiques qui menacent la situation écologique et sanitaire des pays qui en dépendent. La pression démographique et industrielle rend la situation préoccupante en l’absence de traitement des eaux usées et s'étend, de manière non linéaire, sur le long du parcours fluvial, du Mali au Niger.

## Un réservoir écologique, une artère économique
Long d'environ 2 400 kilomètres, le fleuve Niger est le troisième plus long cours d’eau d’Afrique, en traversant principalement la Guinée, le Mali dans sa moitié sud, le Niger, où il alimente un important bassin hydrographique, et le Nigeria où il se jette dans la mer. En 2007, une publication de l'Autorité du Bassin du Niger (ABN) soulignait l'importance écologique du fleuve : 19 aires d'importance biologiques sont classées dans la zone du bassin, comme le parc national du Haut Niger. Sur 2,5 millions d'hectares cultivables, un cinquième est cultivé en 2007, l'agriculture occupant cependant de 80 à 90 % de la population de cette région. Les ressources minières et en hydrocarbures représentent un intérêt non négligeable pour les économies du pays, en dépit de leur impact environnemental, dans les sous-bassins du Haut-Niger, dans le Liptako Gourma et dans le delta.

## Origine des pollutions

### Pression démographique et pollution domestique

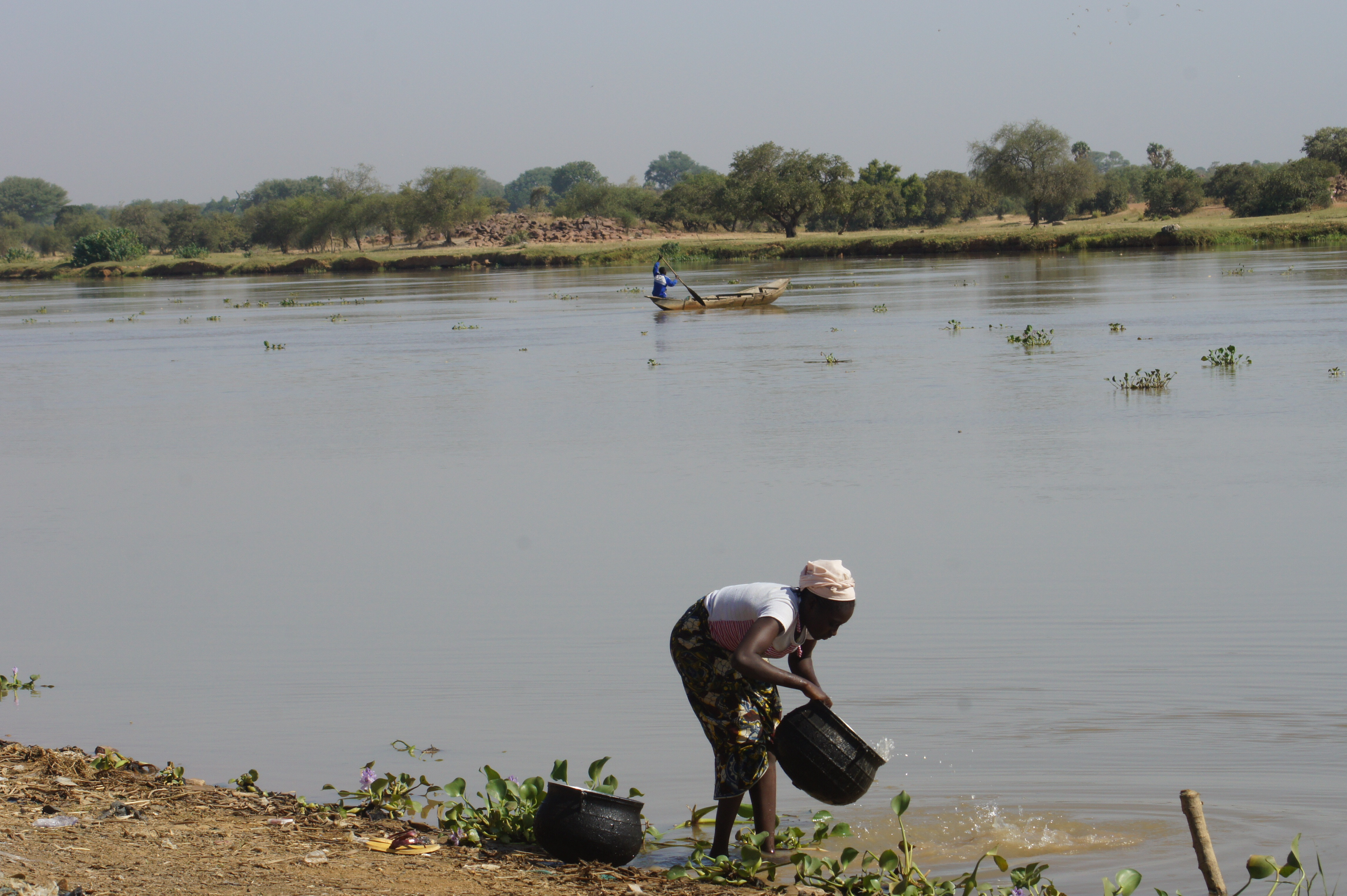
Une femme effectue des tâches ménagères au bord du fleuve.

En combinant la moyenne de croissance démographique des 9 pays de l'Autorité du bassin du Niger, le Population Reference Bureau a estimé que la population du bassin pourrait passer de 136-160 millions habitants à environ 355-363 millions. Cette pression démographique accroît la pression sur les ressources et les accompagne l'urbanisation de la région.
Peu de localités riveraines du cours d'eau disposent d'un système d'assainissement efficace, si bien que les déchets organiques et inorganiques de toutes sortes, ainsi que les eaux utilisées à des fins domestiques (vaisselle, ménage, etc.) se retrouvent dans le Niger. Plusieurs métaux lourds ont été identifiés, dont principalement le plomb, le cuivre, le nickel et le zinc dans les effluves urbains, ce qui intoxiquent la faune et diminue l’activité microbienne qui assure le rôle d'épuration naturelle. Le déversement des égouts dans le fleuve est généralisé, de la Guinée jusqu'au Nigeria, le Niger sert également de dépotoir aux ordures ménagères. Il a ainsi été estimé que 60 % des ordures de Bamako étaient drainées vers le cours d'eau en cas d'averse.

### Impact de l’activité agricole et industrielle

Torchère dans le delta du Niger.

La faiblesse du tissu industriel dans la région du bassin explique un impact faible de ce secteur dans la pollution fluviale. Il existe néanmoins, comme l'illustre le poids des teintureries : au début des années 2010, il était estimé qu'à Bamako, 16 000 mètres par cube d'effluents par an étaient rejetés à même le sol, dans les égouts ou directement dans le fleuve. Avec moins de 10 % des industries retraitant leurs effluents avant leurs rejets dans les cours d'eau, le Nigeria, qui dispose d'une industrie lourde et notamment pétrolifère dans le delta du Niger, est confronté à une importante pollution des eaux de surface pour cette raison.
L'exploitation pétrolière dans le delta, activité économique majeure pour le Nigeria, est la principale nuisance de l'écosystème malgré la difficulté à obtenir des chiffres précis sur la quantité d'hydrocarbures déversés dans l’environnement, soit en raison d'accidents, de vandalisme ou de fuites.
Le lessivage des zones d'agriculture intensive entraîne un rejet des pesticides nuisible pour l’écosystème, comme cela fut observé pendant plusieurs hivernages dans la retenue de Sélingué.
En 2007, il était établi que l'usine Huicoma de Koulikoro, huilerie cotonnière du Mali, et une usine de Siribala retraitaient imparfaitement leurs eaux usées avant de les reverser dans le fleuve, à cause de dysfonctionnements techniques ou de la panne de la pompe de refoulement.
Emprunté par les deux gros navires de la Compagnie malienne de navigation et des pinasses au tonnage plus réduit, le fleuve Niger, peu propice à la navigation en période sèche, est tout de même sujet à la pollution par les transports dans une mesure difficilement quantifiable, en raison de l'huile de moteur perdue ou rejetée, ainsi que du lavage des citernes utilisant des lubrifiants ou destinées aux produits pétroliers.
Les sédiments du fleuve Niger sont également contaminés. Une étude menée en 2019 à en effet analysé ces sédiments et montré qu'ils contenaient de fortes concentration en polluants organochlorés, notamment en chlordane. Les concentrations sont plus fortes en saison sèche.

## Risques sanitaires et environnementaux
Si en 2007, la qualité physico-chimique des eaux de surface est encore jugée bonne, des poches de pollution bactériologiques ponctuelles problématiques pour la santé sont déjà localisées sur l'axe Bamako-Koulikoro. Non potable selon les critères de l'OMS, elle est cependant parfois utilisée pour la consommation.
Des études menées dans les années 1990 ont montré qu'à Bamako, les eaux de surface, riches en nitrates, nitrites, phosphates et chlorures, ainsi que polluées par des bactéries (coliformes, streptocoques fécaux et germes) risquaient d'infiltrer les eaux aquifères en raison de la perméabilité du sol et d'accentuer le manque d'eau potable dans la métropole. Une forte mortalité des poissons a été observée près des usines de Koulikoro et de Siribala, avec un effet létal de la pollution près des déversoirs sur plusieurs kilomètres.
En 2019, les doses en métaux lourds mesurés chez trois espèces de poissons très consommées étaient encore en dessous des seuils limites préconisés par la FAO.